# Walter Brun
Walter Brun (ur. 20 października 1942 w Escholzmatt) – szwajcarski kierowca wyścigowy. Założyciel zespołu Brun Motorsport.

## Kariera
Brun rozpoczął karierę w wyścigach samochodowych w 1973 roku od startów w dywizji drugiej European Touring Car Championship oraz w German Racing Championship, gdzie jednak nie zdobywał punktów. W późniejszych latach Szwajcar pojawiał się także w stawce Procar BMW M1, World Championship for Drivers and Makes, FIA World Endurance Championship, European Endurance Championship, Deutsche Tourenwagen Meisterschaft, World Sports-Prototype Championship, Supercup, Porsche 944 Turbo Cup, Interserie Div. 1, IMSA Camel GTP Championship, All Japan Sports Prototype Car Endurance Championship, 24-godzinnego wyścigu Le Mans, Sportscar World Championship, American Le Mans Series, FIA GT Championship, European Le Mans Series oraz ADAC GT Masters.